# Nils Andersson (folkmusikupptecknare)
Nils Andersson, född 29 juli 1864 i Hofterup, död 31 mars 1921 i Lund, var en svensk jurist och folkmusikupptecknare.

## Biografi
Andersson var stadsnotarie i Lund från 1901 och tillförordnad revisionssekreterare från 1915 med många uppdrag på riksplanet. Han skulle vid tidpunkten för sin död precis tillträda som borgmästare i Lund. Åren 1912–1914 var han sekreterare i andra försvarsberedningen.
Andersson är mest känd för sitt arbete med att insamla och uppteckna svensk folkmusik, vilket resulterade bland annat i bokutgivningarna Skånska melodier och Svenska låtar, det senare ett verk i 24 delar som betecknats som "svensk folkmusiks största och viktigaste källpublikation" (Gunnar Ternhag, Svenskt visarkiv). Han arbetade tillsammans med Olof Andersson.